# May December
May December (bra: Segredos de Um Escândalo; prt: May December: Segredos de Um Escândalo) é um longa-metragem estadunidense de drama romântico dirigido por Todd Haynes a partir de um roteiro escrito por Samy Burch, baseada em uma história de Burch e Alex Mechanik. A narrativa segue uma atriz (Natalie Portman) que viaja até o Maine para estudar a vida de uma mulher da vida real (Julianne Moore) que ela está definida para atuar em um filme. O longa estreou no 76º Festival de Cannes em Maio de 2023, entrando no circuito de cinema estadunidense em novembro.

## Premissa
Vinte anos depois de seu notório romance de tabloide ter dominado a nação, um casal com uma grande disparidade de idade cede à pressão quando uma atriz chega para fazer pesquisas para um filme acerca de seu passado.

## Elenco
- Natalie Portman como Elizabeth Berry
- Julianne Moore como Gracie Atherton-Yoo
- Charles Melton como Joe Yoo
- Cory Michael Smith como Georgie Atherton
- Piper Curda como Honor Atherton-Yoo
- Elizabeth Yu como Mary Atherton-Yoo
- Gabriel Chung como Charlie Atherton-Yoo

## Produção
Em junho de 2021, foi anunciado que Portman e Moore foram escalados no filme. Em setembro de 2022, foi anunciado que Melton foi adicionado ao elenco.
A produção ocorreu em Savannah, Geórgia, com as filmagens encerradas em novembro de 2022. Ed Lachman inicialmente serviria como diretor de fotografia, mas foi substituído por Christopher Blauvelt devido à lesão no quadril de Lachman.
Em janeiro de 2023, foi anunciado que Piper Curda, Elizabeth Yu e Gabriel Chung haviam se juntado ao elenco.

## Lançamento
O longa estreou no 76º Festival de Cannes em Maio de 2023, onde competiu pelo principal prêmio do festival, o Palme D'Or.